# Гошко, Владимир Николаевич
Владимир Николаевич Гошко (укр. Володимир Миколайович Гошко), среди деятелей ОУН известен как «Волк» (укр. «Вовк»; 1919 — 3 марта 1940, Львов) — украинский националист, член Организации украинских националистов, проводник ОУН в Бродском повяте.

## Биография
Родился в 1919 году. Отец — Николай Гошко, военный комендант городов Стрый и Станиславов во время ЗУНР.
Состоял в молодёжной организации «Пласт», пластовой курня «Черноморцы». Учился на механическом факультете Львовской политехники. Член Организации украинских националистов, арестовывался полицией Польши в городе Лодзь.
Участник Второй мировой войны в составе Войска Польского. В 1939 году назначен проводником в Бродском повяте, работал в референтуре разведки Краевой Экзекутивы ОУН ЗУЗ.
3 марта 1940 после перестрелки во Львове убит при задержании сотрудниками НКВД. Чуть позже после убийства был арестован и его отец, который пытался сбежать в Пшемысль за помощью к своему брату.